# برن (ویسکانسین)
برن (انگلیسی: Bern, Wisconsin) یک منطقه مسکونی در ایالات متحده آمریکا است.